# Glyptina cerina
Glyptina cerina är en skalbaggsart som först beskrevs av J. L. Leconte 1857.  Glyptina cerina ingår i släktet Glyptina och familjen bladbaggar. Inga underarter finns listade i Catalogue of Life.